# وليام سقطت جايلز
وليام سقطت جايلز (بالإنجليزية: William Fell Giles) (و. 1807 – 1879 م) هو سياسي، ومحام، وقاض من الولايات المتحدة الأمريكية ولد في مقاطعة هارفورد.
وهو عضو في الحزب الديمقراطي الأمريكي .